# Francesc de Paula de Figueras i Caminals
Francesc de Paula de Figueras i Caminals Grau de Sunyer i Felip (Almeria, 21 de maig de 1786 – Granada, 10 de febrer de 1858) va ser un militar i polític espanyol.

## Biografia
Ingressa a l'Exèrcit espanyol com a cadet en 1802, i va combatre en la Guerra del francès, en la qual acaba com a coronel. Durant la Primera Guerra Carlista va ser cap d'Estat Major dels exèrcits de Catalunya (1834-1839). En acabar la guerra fou condecorat amb la Creu Llorejada de Sant Ferran.
Fou escollit senador per Balears en 1840 i tinent general en 1843, any en el qual és triat Senador per València. En 1844 és Senador per Sevilla i a l'any següent Senador vitalici. En 1843 fou condecorat amb la Gran Creu de l'Orde de Sant Hermenegild alhora que és ascendit a tinent general i nomenat capità general d'Andalusia.
Al desembre de 1847 és nomenat ministre de la Guerra, càrrec que exercirà fins a 1851 amb el curtíssim interval del Govern d'un dia - a l'octubre de 1849 - del comte de Clonard. En 1849 la reina li concedeix els títols de marquès de la Constancia i Vescomte de Casa Figueras. Seria novament ministre de Guerra en un nou gabinet Narváez entre desembre de 1856 i octubre de 1857. Va ser primer marquès de la Constància.